# モハメド・エルベイアリ
モハメド・エルベイアリ（Mohamed El-Beiali、1988年7月2日 - ）はエジプト出身の卓球選手である。

## 経歴
2005年ごろから国際大会への参加を始めて、2022年には世界ランク100位入りを2024年には世界ランク50位入りを果たした。2021年の東京オリンピックと2024年のパリオリンピックにエジプト代表として出場した。2025年の第58回世界卓球選手権個人戦の男子ダブルスで強豪である韓国(安宰賢・林鐘勳ペア)などを破り、準々決勝まで進出。日本の戸上隼輔・篠塚大登ペアに0-3で敗北し惜しくも、メダル獲得には至らなかった。また、アフリカ卓球選手権やアフリカカップでも準優勝や優勝などの優れた実績を持っている。2025年現在のランクは87位。

## 戦型
ベイアリは右シェーク裏裏のドライブ主戦型でスピードと威力がある力強い両ハンドドライブが特徴的。また、バックサーブが得意。